# Dannemora (Nueva York)
Dannemora es un pueblo ubicado en el condado de Clinton en el estado estadounidense de Nueva York. En el año 2000 tenía una población de 5.149 habitantes y una densidad poblacional de 33.6 personas por km².

## Geografía
Dannemora se encuentra ubicado en las coordenadas 44°58′12″N 73°16′48″O / 44.97000, -73.28000.

## Demografía
Según la Oficina del Censo en 2000 los ingresos medios por hogar en la localidad eran de $37,805, y los ingresos medios por familia eran $43,850. Los hombres tenían unos ingresos medios de $27,045 frente a los $25,132 para las mujeres. La renta per cápita para la localidad era de $18,614. Alrededor del 14.2% de la población estaban por debajo del umbral de pobreza.